# Licia Albanese
Licia Albanese (Torre Pelosa, subdivisió de Noicattaro, Itàlia, 22 de juliol, 1909 – Manhattan, Nova York, EUA, 15 d'agost, 2014), va ser una soprano d'òpera estatunidenca nascuda a Itàlia. Coneguda especialment per les seves interpretacions de les heroïnes líriques de Verdi i Puccini, Albanese va ser una artista destacada de la Metropolitan Opera de 1940 a 1966. També va fer moltes gravacions i va ser presidenta de la Fundació Licia Albanese-Puccini, que es dedica a ajudar joves artistes i cantants.

## Vida i carrera
Felicia Albanese al poc temps de néixer va anar a Torre a Mare, un barri de Bari (la capital de la regió de la Pulla). Va debutar no oficialment a Milà el 1934, quan va substituir una altra soprano a Madame Butterfly de Puccini, paper pel qual seria celebrada. Durant més de 40 anys, va cantar més de 300 interpretacions de Cio-Cio-San. Tot i que ha estat elogiada per molts dels seus papers, com ara Mimì, Violetta, Liù i Manon Lescaut, és la seva interpretació de la geisha la que ha estat més coneguda. La seva connexió amb aquesta obra va començar aviat amb la seva mestra, Giuseppina Baldassare-Tedeschi, contemporània del compositor i una important exponent del paper principal a la generació anterior.
Hi ha certa controvèrsia sobre quan va fer el seu debut formal. Va ser o bé aquell mateix any (1934) al Teatro Municipale de Bari, cantant a La bohème, o bé a Parma, o bé a Milà el 1935 a Madama Butterfly. A finals d'aquell any, ja havia debutat a La Scala com a Lauretta a Gianni Schicchi. Aviat va obtenir un gran èxit arreu del món, especialment per les seves actuacions a Carmen, L'amico Fritz i Madama Butterfly a Itàlia, França i Anglaterra.
Albanese va debutar a la Metropolitan Opera el 9 de febrer de 1940, en la primera de les 72 actuacions com a Madama Butterfly a l'antiga Metropolitan Opera House, tot i que després de l'atac a Pearl Harbor del 7 de desembre de 1941, les representacions d'aquesta òpera van ser prohibides als Estats Units fins al final de la Segona Guerra Mundial. El seu èxit va ser instantani, i Albanese va romandre al Met durant 26 temporades, interpretant un total de 427 representacions de 17 papers en 16 òperes. Va deixar la companyia el 1966 en una disputa amb el director general Sir Rudolf Bing, sense un gran comiat. Després d'actuar en quatre produccions durant el 1965/66, només tenia programada una actuació la temporada següent. Va retornar el seu contracte sense signar.
Arturo Toscanini va convidar Albanese a unir-se als seus concerts de La bohème i La traviata amb l'Orquestra Simfònica de la NBC a l'Studio 8H de la NBC el 1946. Ambdues actuacions van ser posteriorment publicades en LP i CD per RCA Victor.
El 1959, Albanese va cantar per a milers d'oients de ràdio en col·laboració amb Alfredo Antonini, Richard Tucker i membres de la Filharmònica de Nova York durant les populars emissions de la "Nit italiana" des de l'estadi Lewisohn de la ciutat de Nova York. Ella i els seus col·legues van participar en seleccions d'òperes de Giacomo Puccini, com ara: Tosca, La bohème, Turandot, Manon Lescaut i Madama Butterfly.
També va ser una de les principals figures de l'Òpera de San Francisco, on va cantar entre el 1941 i el 1961, interpretant 22 papers en 120 actuacions durant 20 temporades, i va romandre-hi en part per la seva admiració pel seu director, Gaetano Merola. Al llarg de la seva carrera, va continuar actuant àmpliament en recitals, concerts i òpera; se la va sentir a tot el país; va participar en actes benèfics, va entretenir les tropes, va tenir el seu propi programa de ràdio setmanal, va ser convidada en altres emissions i transmissions televisives, i va gravar amb freqüència.
Albanese va anar a San Francisco l'estiu de 1972 per al concert de gala especial al Sigmund Stern Recreation Grove que celebrava el 50è aniversari de l'Òpera de San Francisco. Juntament amb nombrosos col·legues que havien cantat amb la companyia, Albanese va cantar el duet de Madama Butterfly amb el tenor Frederick Jagel, acompanyat per l'Orquestra de l'Òpera de San Francisco dirigida pel director Kurt Herbert Adler.
Fins i tot després d'una carrera que va abastar set dècades, Albanese va continuar actuant ocasionalment. Després d'escoltar-la cantar l'himne nacional durant una inauguració del Met, Stephen Sondheim i Thomas Z. Shepard la van escollir com a diva de l'opereta Heidi Schiller a Follies de Sondheim en concert amb la Filharmònica de Nova York a l'Avery Fisher Hall el 1985. Durant la temporada de primavera de 1987 del "Theatre Under the Stars" a Houston, Texas, Albanese va aparèixer en una reposició escènica de Follies, que va ser un gran èxit.
Albanese va morir el 15 d'agost de 2014, als 105 anys, a casa seva a Manhattan.
La seva popularitat a La traviata va ser tal que va cantar més representacions d'aquesta òpera al Met i a l'Òpera de San Francisco que qualsevol altra cantant en la història de qualsevol de les dues companyies. La seva veu tenia un caràcter distintiu que els italians anomenen un líric spinto, marcat pel seu vibrato ràpid, la seva dicció incisiva, la intensitat de l'atac i el seu impacte emocional inquebrantable. Durant la seva carrera va actuar amb molts dels grans contemporanis de l'òpera: Beniamino Gigli, Claudia Muzio, Jussi Björling i Franco Corelli. Va treballar amb alguns dels millors directors del seu temps, però és el seu treball amb Toscanini el que ha perdurat. Malgrat el seu talent i les seves nombroses actuacions, no va ser la més coneguda dels seus contemporanis, eclipsada en el seu moment per Zinka Milanov, Maria Callas, Victoria de los Ángeles i Renata Tebaldi.

Alfredo Vecchio, un membre freqüent del públic a les seves actuacions, va retre el següent homenatge a la carrera d'Albanese al Columbus Club, Park Avenue, Nova York, el 1986:
| « | "Com tots els grans artistes, l'enginy específic de Licia com a cantant, l'originalitat del seu art, residia en el fet que la tècnica, almenys per a aquesta artista, sempre va ser un mitjà per a un fi i mai un fi en si mateix: ja que la característica destacada de tot gran art és la capacitat de connectar la tècnica amb les emocions. Qualsevol altre enfocament hauria estat per a Albanese contrari al sentit musical amb què va néixer, contrari a la formació musical que va adquirir i, si és que existeix, contrari a la seva moralitat musical. Va ser això, la singularitat i el domini musical de Licia, el que em va atreure, el que ens va atreure, al món de Mimi, Cio-Cio-San, Manon, Liù i Violetta setmana rere setmana, any rere any, convidant-me a un lloc i llocs on mai havia estat abans. És per totes aquestes raons que Virgil Thomson va poder escriure sobre la primera Violetta de Licia: "No va cantar el paper, el va recrear per al nostre temps". Com tots sabem, l'art d'Albanese és capaç de la gamma més àmplia d'efectes, des del tràgic fins al còmic, des del repertori dramàtic fins al líric i fins i tot la soubrette: i per a qualsevol que hagi tingut la sort d'haver escoltat la seva interpretació de peces d'opereta, no deixa cap dubte que va néixer per a la forma de l'opereta, així com per a la resta. | » |

A tota la seva obra, Albanese va aportar passió i compromís, amb la seva rica veu de soprano, equalitzada en tot el seu registre, emocionant en els seus clímax. Tanmateix, malgrat les seves repetides actuacions, mai va caure en la rutina. Com va explicar en una entrevista del 2004 amb Allan Ulrich del San Francisco Chronicle, "Sempre canviava cada actuació. Mai vaig ser avorrida i estic en contra de copiar. El que vaig aprendre dels grans cantants va ser no copiar, sinó que el drama està en la música".

## Enregistraments i llegat
Albanese va aparèixer a la primera retransmissió en directe de la Metropolitan Opera, Otello de Verdi, al costat de Ramón Vinay i Leonard Warren, dirigida per Fritz Busch. Una de les primeres generacions de cantants d'òpera que va aparèixer àmpliament en enregistraments i a la ràdio, les seves actuacions, que ara reapareixen tant en disc compacte com en vídeo, han proporcionat un testimoni durador de la seva capacitat. A partir d'aquests enregistraments, les generacions futures podran formar-se una impressió de com era com a cantant i entendre què la feia única com a artista.
Arturo Toscanini va convidar Albanese a cantar Mimì a la representació de La bohème de l'Orquestra Simfònica de la NBC el 1946. L'emissió va marcar el 50è aniversari de l'estrena de l'òpera, que havia dirigit el 1896. La temporada següent, Toscanini la va tornar a escollir, aquesta vegada com a Violetta en una representació ara clàssica de La traviata, emesa a nivell nacional per la NBC Radio l'1 i el 8 de desembre de 1946. Ambdues actuacions van ser posteriorment publicades en discos per RCA Victor i des de llavors han romàs impreses contínuament.
Albanese va ser coneguda per la gràcia amb què va interpretar La traviata sota la famosa i intensa direcció del mestre. "Maria Callas em va preguntar una vegada com ho havia aconseguit, però Toscanini ho volia així", va recordar Albanese més tard. "Hauria de ser com el xampany, va dir. Em vaig queixar a ell, i em va dir: Pots fer-ho. Abans de cantar la part, vaig anar a un hospital per estudiar el comportament de les persones amb tuberculosi i vaig aprendre que de vegades poden ser histèriques".
Va gravar principalment per a RCA Victor. Entre els seus enregistraments hi ha Carmen de Bizet sota la direcció de Fritz Reiner, amb Risë Stevens i Jan Peerce (1951) i Manon Lescaut de Puccini amb Jussi Björling i Robert Merrill, dirigida per Jonel Perlea (1954). Per a una gravació de 1951 dirigida per Leopold Stokowski de l'Escena de la Carta de Tatiana de lEugene Onegin de Txaikovski, una part que no havia cantat mai abans, va aprendre rus especialment per a l'ocasió.
Es va citar la soprano Teresa Stratas atribuint el mèrit a una representació de La traviata a la Metropolitan Opera protagonitzada per Albanese als "Maple Leaf Gardens" de Toronto, per motivar-la a iniciar una carrera com a cantant.
Albanese va ser presidenta de la Fundació Licia Albanese-Puccini, fundada el 1974 i dedicada a ajudar joves artistes i cantants. També va ser administradora de la Fundació Bagby. Va treballar amb la Juilliard School of Music, la Manhattan School of Music i el Marymount Manhattan College, i va impartir classes magistrals a tot el món.

## Honors nacionals i internacionals
Albanese es va convertir en ciutadana dels Estats Units el 1945. El 5 d'octubre de 1995, el president Bill Clinton li va atorgar la Medalla Nacional d'Honor per a les Arts.
Va rebre premis i títols honorífics del Marymount Manhattan College, el Montclair State Teachers College, el Saint Peter's College de Nova Jersey, la Universitat Seton Hall, la Universitat del Sud de Florida, la Universitat Fairfield, el Siena College, el Caldwell College i la Universitat Fairleigh Dickinson.
L'any 2000, Rudolph Giuliani li va atorgar la prestigiosa Medalla Händel, el màxim honor oficial atorgat per la ciutat de Nova York i atorgat a individus per les seves contribucions a la vida cultural de la ciutat. A la cerimònia, l'alcalde Giuliani va commemorar la carrera d'una dona que és "sens dubte [una] de les intèrprets més estimades i respectades del món".